# Notophthiracarus hamidi
Notophthiracarus hamidi är en kvalsterart som först beskrevs av Sandór Mahunka 1987.  Notophthiracarus hamidi ingår i släktet Notophthiracarus och familjen Phthiracaridae. Inga underarter finns listade i Catalogue of Life.